# Tony Blackburn
Pour les articles homonymes, voir Blackburn (homonymie).
Tony Blackburn est un animateur de radio et de télévision britannique né le 29 janvier 1943 à Guildford, dans le Surrey.
Il débute comme disc jockey sur les stations pirates Radio Caroline et Radio London dans les années 1960 avant de rejoindre la BBC. En 1967, il est le premier disc jockey à prendre la parole sur la nouvelle station BBC Radio 1.